# Friedrich Engel (oficial de las SS)
Friedrich Wilhelm Konrad Siegfried Engel (Warnau, 3 de enero de 1909-Hamburgo, 4 de febrero de 2006) fue un oficial de las SS alemanas que fue condenado in absentia por 246 cargos de asesinato por un tribunal militar italiano en 1999 por su papel en la ejecución de 1944 de cautivos italianos en represalia por un ataque partisano contra soldados alemanes, que como resultado le valió el apodo de «Carnicero de Génova». Engel dio órdenes de realizar más masacres por las masacres de Bendicta (del 3 al 11 de abril de 1944 con 147 víctimas), Portofino (el 2 y 3 de diciembre de 1944 con 23 víctimas) y Carvasco (el 23 de marzo de 1945 con 20 víctimas). En enero de 1945 se le concedió la Cruz al Mérito de Guerra de Primera Clase con Espadas.
Posteriormente llevado ante un tribunal alemán de Hamburgo en 2002, Engel fue juzgado e igualmente condenado por 59 cargos de homicidio, siendo condenado a siete años de prisión, aunque por su avanzada edad se le concedió la suspensión de dicha sentencia y pudo salir de la corte efectivamente un hombre libre.
En 2004, el Tribunal Federal de Justicia de Alemania, el Bundesgerichtshof, anuló la sentencia anterior alegando que, a pesar de reconocer que Engel ordenó las ejecuciones, el cargo de «asesinato criminal característico de crueldad» no había sido probado. El tribunal no permitiría un nuevo juicio para establecer cargos de asesinato dada la edad y el estado de salud de Engel, entonces de 95 años.
Antes de esto, las autoridades alemanas lo habían investigado en 1969, pero no se formularon cargos y el caso terminó en 1970. 

## Lectura adicional
- Rivello, Pier Paolo (2005). Il processo Engel : un percorso lungo i confini tra ricostruzione giudiziale e memoria storica [El juicio de Engel: un viaje por los límites entre la reconstrucción judicial y la memoria histórica / Associazione Memoria della Benedicta] (en italiano). Recco, Génova: Mani. ISBN 978-88-8012-327-9.

- Datos: Q66871
- Multimedia: Friedrich Engel (SS officer) / Q66871